# Valerij Korolenkov
Valerij Ivanovič Korolenkov (in russo Валерий Иванович Короленков?; Mosca, 17 maggio 1939 – Mosca, 10 dicembre 2007) è stato un calciatore sovietico, di ruolo centrocampista.